# Andrea Minguzzi
Andrea Minguzzi (Castel San Pietro Terme, 1º febbraio 1982) è un ex lottatore e allenatore di lotta italiano, campione olimpico a Pechino 2008 nella disciplina greco-romana, categoria 84 chilogrammi.

## Biografia
Il padre Massimo Minguzzi fu un lottatore in attività negli anni settanta del XX secolo. La madre Clementina fu pallavolista e raggiunse la Serie A2, ritirandosi però molto giovane. Anche fratelli Luca, Valentina e Mirco Minguzzi sono lottatori. Nel 2015 si sposò con Claudia Volta, con la quale ebbe due figli Edoardo e Gregorio.
Nel 2017 consegì la laurea in scienze delle attività motorie e sportive presso l'Università degli Studi di Roma "Foro Italico".

### Carriera
Iniziò la propria carriera agonistica nell'U.S. Placci Bubano di Mordano. Passato al Club Atletico CISA di Faenza, venne allenato dal campione olimpico Vincenzo Maenza. Dal 2004 entrò nelle Fiamme Oro, il gruppo sportivo della Polizia di Stato.
Si affermò presto come uno dei più talentuosi lottatori italiani.
Rappresentò l'Italia ai Giochi olimpici estivi di Atene 2004 dove non riuscì a superare il girone di qualificazione del torneo degli 84 kg a seguito delle sconfitte rimediate contro l'armeno Levon Geghamyan e il bielorusso Vjačaslaŭ Makaranka.
Agli europei di Sofia 2007 e Tampere vinse la medaglia di bronzo.
Fece la sua seconda apparizione olimpica a Pechino 2008 in cui riuscì a laurearsi campione olimpico, impresa riuscita ad un italiano soltanto vent'anni prima dal suo ex allenatore Vincenzo Maenza. Nel corso del torneo sconfisse nell'ordine il francese Mélonin Noumonvi al primo turno, il russo Aleksej Mišin (campione del mondo in carica e olimpico uscente) nei quarti di finale, lo svedese Ara Abrahamian in una semifinale molto combattuta e l'ungherese Zoltán Fodor in finale, superato ai punti.
Il 26 giugno 2009 ai XVI Giochi del Mediterraneo di Pescara si aggiudicò l'argento, perdendo in finale contro il croato Nenad Žugaj. Durante i combattimenti riportò un grave infortunio, che ne condizionò la carriera impedendogli per due anni di prendere parte alle competizioni agonistiche. Si dovette infatti sottoporre a delle operazioni chirurgiche al gomito sinistro ed al legamento crociato del ginocchio destro. Tornò a gareggiare alla fine del 2011 e si ritirò dalle competizioni internazionali con la maglia azzurra dopo i tornei di qualificazione per Giochi della XXX Olimpiade del Londra 2012.
Dal 2000 al 2017 si aggiudicò 11 titoli individuali ai campionati italiani. Dopo aver vinto l'11º titolo annunciò il ritiro dalle competizioni.
Dopo il ritiro devenne allenatore ad Imola del Gruppo Sportivo Fiamme Oro ed iniziò a svolgere il ruolo di commentatore tecnico affiancando i telecronisti della RAI nella trasmissione delle rassegne di lotta.

## Palmarès
| Anno | Manifestazione          | Sede             | Evento | Risultato | Note |
| ---- | ----------------------- | ---------------- | ------ | --------- | ---- |
| 1999 | Mondiali cadetti        | Nykøbing Falster | 59 kg  | 4º        |      |
| 2000 | Europei junior          | Sofia            | 85 kg  | 15º       |      |
| 2000 | Mondiali junior         | Nantes           | 85 kg  | 17º       |      |
| 2001 | Mondiali junior         | Tashkent         | 76 kg  | 6º        |      |
| 2001 | Mondiali                | Patrasso         | 76 kg  | 13º       |      |
| 2002 | Europei                 | Seinaejoki       | 84 kg  | 21º       |      |
| 2002 | Europei junior          | Subotica         | 85 kg  | 13º       |      |
| 2002 | Europei                 | Mosca            | 84 kg  | 27º       |      |
| 2003 | Europei                 | Belgrado         | 84 kg  | 18º       |      |
| 2003 | Mondiali                | Créteil          | 84 kg  | 28º       |      |
| 2004 | Europei                 | Haparanda        | 84 kg  | 14º       |      |
| 2004 | Giochi olimpici         | Atene            | 84 kg  | 17º       |      |
| 2006 | Europei                 | Mosca            | 84 kg  | 11º       |      |
| 2006 | Mondiali                | Canton           | 84 kg  | 18º       |      |
| 2007 | Europei                 | Sofia            | 84 kg  | Bronzo    |      |
| 2007 | Mondiali                | Baku             | 84 kg  | 45º       |      |
| 2008 | Europei                 | Tampere          | 84 kg  | Bronzo    |      |
| 2008 | Giochi olimpici         | Pechino          | 84 kg  | Oro       |      |
| 2009 | Giochi del Mediterraneo | Pescara          | 84 kg  | Argento   |      |
| 2011 | Mondiali                | Istanbul         | 84 kg  | 8º        |      |
| 2012 | Europei                 | Belgrado         | 84 kg  | 9º        |      |

## Altre competizioni internazionali
2002
- 10º negli 84 kg nel Grand Prix of Germany ( Dortmund)

2004
- Bronzo negli 84 kg nel Torneo di qualificazione olimpica ( Novi Sad)

2007
- Bronzo negli 84 kg nel Grand Prix of Germany ( Dortmund)
- Bronzo negli 84 kg al Torneo Dan Kolov - Nikola Petrov ( Sofia)

2008
- Bronzo negli 84 kg al Memorial Internazionale Dave Schultz ( Colorado Springs)

2011
- Argento nei 96 kg al Memorial Internazionale Dave Schultz ( Colorado Springs)
- 11º negli 84 kg al Golden Grand Prix ( Szombathely)
- 7º negli 84 kg nel Grand Prix of Spain ( Madrid)
- Oro negli 84 kg al Trofeo Milone ( Ostia)
- Bronzo negli 84 kg al FILA Test Tournament ( Londra)

2012
- Bronzo negli 84 kg alla Coppa Granma ( L'Avana)
- 17º negli 84 kg nel Torneo di qualificazione olimpica ( Sofia)
- 20º negli 84 kg nel Torneo di qualificazione olimpica ( Helsinki)
- Bronzo negli 84 kg nel Torneo Olympia ( Atene)